# Междуреченск
Междуреченск (рус. Междуреченск) град је у Русији у Кемеровској области. Према попису становништва из 2010. у граду је живело 101.995 становника.

## Становништво
Према прелиминарним подацима са пописа, у граду је 2010. живело 101.995 становника, 8 (0,01%) више него 2002.
| 1959.  | 1970.  | 1979.  | 1989.   | 2002.   | 2010.   |
| ------ | ------ | ------ | ------- | ------- | ------- |
| 54.513 | 81.739 | 91.226 | 107.014 | 101.987 | 101.678 |